# تراكفين
تراكفين (اختصار لـ Traitement du renseignement et action contre les Circuits financiers clandestins), (معالجة المعلومات الاستخبارية واتخاذ الإجراءات ضد الدوائر المالية السرية "باللغة العربية") هي خدمة تابعة لوزارة المالية الفرنسية . ويحارب غسيل الأموال .
تراكفين هي وحدة تابعة لوزارة الاقتصاد والمالية والصناعة الفرنسية آنذاك ووزارة الميزانية والحسابات العامة والخدمة المدنية وإصلاح الدولة مع وصولها إلى جميع أنحاء الولاية. هدفها منذ تأسيسها عام 1990 هو مكافحة العمليات المالية غير القانونية وغسل الأموال وتمويل الإرهاب . وهو الآن جهاز استخبارات مالية ملحق بوزارة الاقتصاد والمالية والسيادة الصناعية والرقمية (Ministère de l'Économie, des Finances et de la Souveraineté industrielle et numérique) اسمه Traitement du renseignement et action contre les Circuits financiers clandestins ( الوحدة المالية الفرنسية لمكافحة غسل الأموال وتمويل الإرهاب). 
وتتمثل مهمتها في جمع وتحليل واستغلال المعلومات المالية  مع التركيز الثلاثي:
- مكافحة الجرائم الاقتصادية والمالية؛
- ومكافحة الاحتيال في المالية العامة؛
- الدفاع عن المصالح الأساسية للأمة، ولا سيما في مكافحة تمويل الإرهاب والتدخل الإجرامي. [4]

## أنظر أيضا
- حكومة فرنسا
- قائمة وكالات المخابرات الفرنسية